# Dijana Ravnikar
Dijana Ravnikar nata Grudiček (Fiume, 4 giugno 1978) è un'ex biatleta e fondista slovena.

## Biografia

### Carriera nello sci di fondo
Iniziò praticando lo sci di fondo: prese parte a due edizioni dei Mondiali juniores e ai Mondiali di Ramsau am Dachstein 1999 (39ª nella 30 km il miglior piazzamento).

### Carriera nel biathlon
Dal 2000 si dedicò al biathlon; in Coppa del Mondo esordì il 30 novembre 2000 a Hochfilzen/Anterselva (97ª) ed ottenne il primo ed unico podio il 6 gennaio 2005 ad Oberhof (3ª).
Nella sua carriera da biatleta prese parte a tre edizioni dei Giochi olimpici invernali: a Salt Lake City 2002 (57ª nell'individuale, 6ª nella staffetta), a Torino 2006 (55ª nella sprint, non concluse l'inseguimento, 30ª nell'individuale, 6ª nella staffetta) ed a Vancouver 2010 (37ª nella sprint, 39ª nell'inseguimento, 35ª nell'individuale, 8ª nella staffetta), ed a nove dei campionati mondiali (4ª nella staffetta ad Anterselva 2007 il suo miglior piazzamento).
Il 18 dicembre 2017 il Comitato Olimpico Internazionale ha accertato una violazione delle normative antidoping da parte di Teja Gregorin in occasione delle Olimpiadi di Vancouver, annullando i risultati ottenuti dalla sciatrice, e conseguentemente revocando anche il piazzamento raggiunto nella staffetta dalla squadra slovena.

## Palmarès

### Biathlon

#### Coppa del Mondo
- Miglior piazzamento in classifica generale: 24ª nel 2008
- 1 podio (a squadre):
  - 1 terzo posto